# Myro marinus
Myro marinus är en spindelart som först beskrevs av Goyen 1890.  Myro marinus ingår i släktet Myro och familjen Desidae. Inga underarter finns listade i Catalogue of Life.